# 何塞克雷斯波伊卡斯蒂略區
8°55′53″S 76°07′50″W / 8.9314°S 76.1305°W

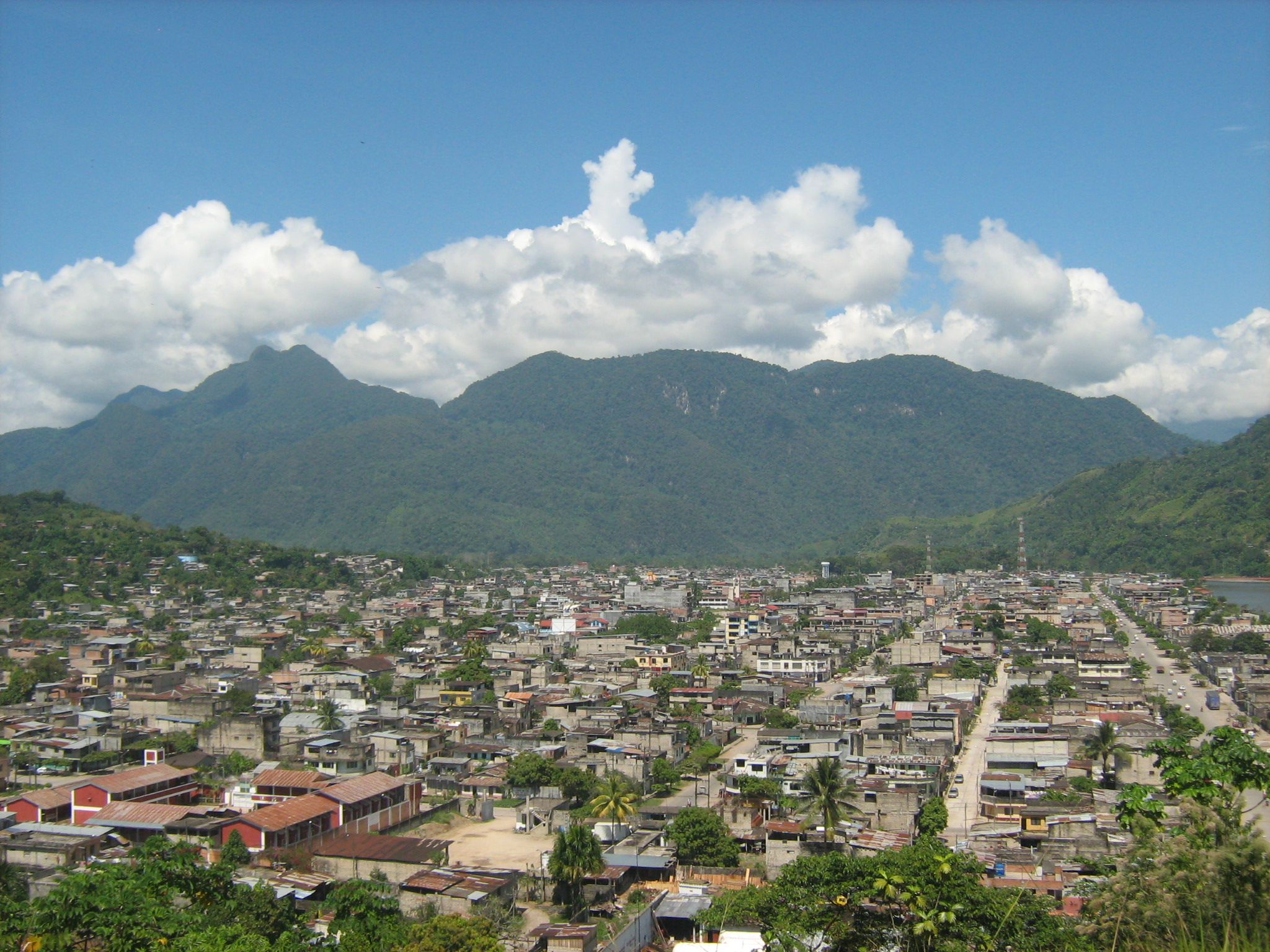

何塞克雷斯波伊卡斯蒂略區（西班牙語：Distrito de José Crespo y Castillo），是秘魯的一個區，位於該國中部瓦努科大區的萊昂西奧帕拉多省，始建於1963年12月26日，面積2,829.7平方公里，海拔高度540米，2005年人口30,007，人口密度每平方公里11人。